# Benny Benassi
Marco Benassi, vagy ismertebb nevén Benny Benassi (Milánó, 1967. július 13.) olasz DJ és house/electroclash előadó.
A stúdiómunkákban Benny unokatestvérével, Alle Benassival dolgozik együtt. Közös munkáikat Benassi Bros. név alatt adják ki. Együttműködésük a késői 1980-as években szülővárosukban kezdődött, ezután Larry Pignagnoli Off Limits stúdiójában dolgoztak az 1990-es évekközepéig, ahol több ismert énekesnek és csapatnak, mint például Whigfield, J.K., Ally & Jo zenéit írták.
Benny Benassi első nemzetközileg is elismert száma az I Feel So Fine volt, amelyet 2001-ben adott ki a KMC, és Daniela Gali (Dhany) vokálozott rajta. Miután Benassi stílusa az eurohouse felől az electro house stílus felé tolódott, kijött egy újabb nemzetközi slágerrel, a Satisfactionnel (2003). Erről a korongról több szám is toplistás lett az Egyesült Királyság zenei listáján, és nemzetközi hírű klubokban is slágerszámmá váltak. Benassi több pályatársának számát is remixelte, például Tomcraftét, vagy Fischerspoonerét.
Napjainkban Benny a Pump-Kin Music név alatt hozza ki műveit.
2005 decemberében a Wendy’s gyorsétteremlánc a Satisfaction című számra építette reklámkampányát.

## Diszkográfia

### Albumok
- Hypnotica (2003, Benny Benassi presents The Biz)
- Pumphonia (2004, Benassi Bros)
- Phobia (2005, Benassi Bros)
- Rock ‘N’ Rave (2008, Benny Benassi)
- Electroman (2011, Benny Benassi)
- Danceaholic (2016, Benny Benassi)

### Kislemezek
- Somebody to Touch Me (1995), (KMC) (Daniella Gallival, Davide Rivával és Larry Pignagnolival)
- Street Life (1996), (KMC) (Daniella Gallival, Davide Rivával és Larry Pignagnolival)
- Stone Fox Chase/Funky Harmonica (1998) (Benny B.)
- Life Is Life (1998), (Benny Bee)
- Waiting for You (1999), (Benny Bee) (Jennifer Bersolával)
- I Feel So Fine (2001), (KMC) (Daniella Gallival, Davide Rivával és Larry Pignagnolival)
- Get Better (2001), (KMC) (Sandra Chambersszel (Sandy)
- Satisfaction (2002), (Benny Benassi presents The Biz) (Violetával és Paul Frenchcsel)
- Able to Love (2002), (Benny Benassi presents The Biz) (Violetával és Paul Frenchcsel)
- Don’t Touch Too Much (2002), (Benassi Bros) (Paul Frenchcsel)
- No Matter What You Do (2003), (Benny Benassi presents The Biz) (Violetával és Paul Frenchcsel)
- Love Is Gonna Save Us (2004), (Benny Benassi presents The Biz) (Violetával és Paul Frenchcsel)
- I Love My Sex (2003), (Benassi Bros) (Violetával)
- Illusion (2003), (Benassi Bros) (Sandyvel)
- Rumenian, (Benassi Bros) (Violetával)
- Hit My Heart (2004), (Benassi Bros) (Dhanyvel)
- Make Me Feel (2004), (Benassi Bros) (Dhanyvel)
- Memory of Love (2004), (Benassi Bros) (Paul Frenchcsel)
- I Want You to Come (2004), (Bat67)
- Stop Go (2005), (Benny Benassi presents The Biz) (Violetával és Paul Frenchcsel)
- Who’s Knockin’ (2005), (FB) (Ferry Corstennel és Edunnel)
- Every Single Day (2005), (Benassi Bros) (Dhanyvel)
- Rocket in the Sky (2005), (Benassi Bros) (Dhanyvel)
- Who’s Your Daddy? (2006), (Benny Benassi)
- I Am Not Drunk (2008)

### Válogatáslemezek
- Best Of (2005, Benassi Bros)